# Caloptilia porphyretica
The Blueberry Leafminer (Caloptilia porphyretica) là một loài bướm đêm thuộc họ Gracillariidae. Nó được tìm thấy ở Hoa Kỳ (North Carolina, New Jersey).
Ấu trùng ăn Rhododendron species, bao gồm Rhododendron occidentale. Chúng ăn lá nơi chúng làm tổ.